# Breiter Stein (Haldensleben)

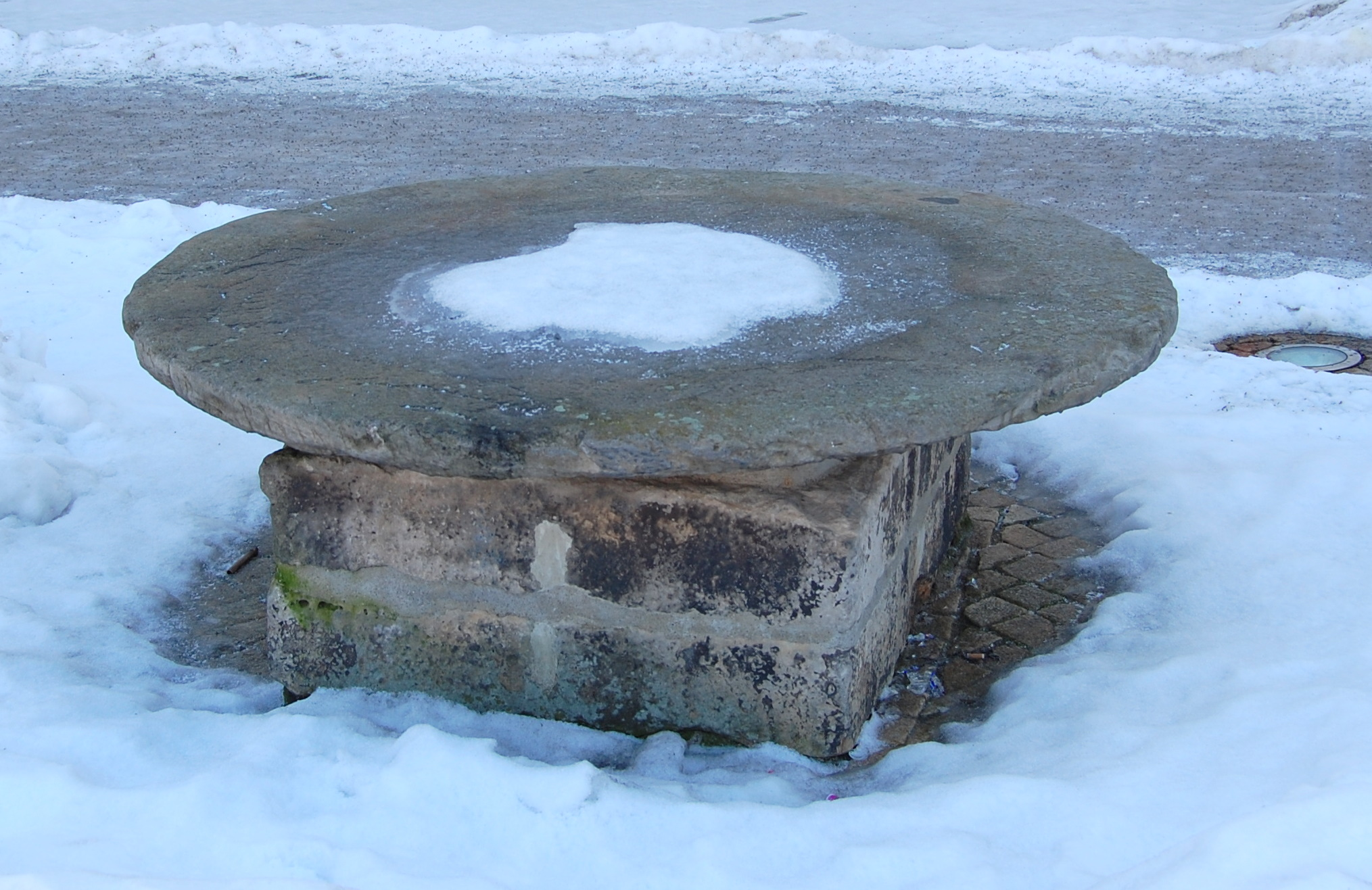
Breiter Stein im Winter

Der Breite Stein ist ein unter Denkmalschutz stehendes steinernes Monument auf dem Marktplatz der Stadt Haldensleben in Sachsen-Anhalt.
Das Monument besteht aus einer flachen runden Platte aus Sandstein. Sie befindet sich unmittelbar vor dem Rathaus Haldensleben in Nachbarschaft zum Haldensleber Roland. Es wird davon ausgegangen, dass es sich um einen Gerichtsstein handelt.